# Kijanka (strumień)
Kijanka (do 1945 niem. Kuhbach) – struga w północno-zachodniej Polsce, w województwie zachodniopomorskim, w granicach administracyjnych Szczecina. Jego długość wynosi około 1,2 km.
Struga bierze swój początek w niewielkim stawie zwanym Ilną Wodą w okolicach ulicy Nektarowej na osiedlu Osów we Wzgórzach Warszewskich. Kijanka płynie w kierunku zachodnim, po przepłynięciu pod ul. Pod Urwiskiem wpływa do Parku Leśnego Arkońskiego. Za mostem pod ul. Miodową uchodzi do Żabińca.